# Ion Cernea
Ion Cernea (21. října 1936, Râu Alb, župa Dâmbovița - 30. června 2025) byl rumunský reprezentant v zápase řecko-římském. Měřil 161 cm a soutěžil v bantamové váze. 
Vyučil se soustružníkem, pak nastoupil k policii a stal se členem klubu Dinamo Bukurešť. Desetkrát se stal zápasnickým mistrem Rumunska.
V reprezentaci debutoval v roce 1955 a v roce 1958 vyhrál balkánský šampionát. Při své první olympijské účasti na LOH 1960 v Římě vybojoval stříbrnou medaili. V roce 1961 obsadil druhé místo na mistrovství světa v zápasu. V obou soutěžích ho ve finále porazil sovětský reprezentant Oleg Karavajev. V letech 1962 i 1963 skončil Cernea na mistrovství světa na pátém místě.
Na tokijských Letních olympijských hrách 1964 zaznamenal tři vítězství, jednu remízu a jednu prohru a získal bronzovou medaili. V následujícím roce se stal mistrem světa v bantamové váze, když ve finále porazil západoněmeckého reprezentanta Fritze Stangeho. Po tomto šampionátu ukončil aktivní kariéru a stal se trenérem. Za úspěchy získané s rumunskou reprezentací mu byl udělen Řád za sportovní zásluhy. Působil také jako mezinárodní sudí a rozhodoval zápasy na pěti olympijských hrách v letech 1972 až 1988.
Jeho manželkou byla od roku 1975 folková zpěvačka Irina Loghinová a měli spolu dvě děti.